# Nomada clarescens
Nomada clarescens là một loài Hymenoptera trong họ Apidae. Loài này được Cockerell mô tả khoa học năm 1921.